# Шуринов, Иван Игнатьевич
Иван Игнатьевич Шуринов (8 марта 1926 года — 19 августа 2012 года) —  председатель колхоза имени Горького Правдинского района Калининградской области, заслуженный работник сельского хозяйства РСФСР.Герой Социалистического Труда (1.04.1948).

## Биография
Родился 8 марта 1926 года в деревне Шепелёвка Маслаковского сельсовета Копысского района Оршанского округа Белорусской ССР, ныне в составе того же сельсовета Горецкого района Могилёвской области Белоруссии. Из многодетной крестьянской семьи Игнатия Платоновича и Екатерины Александровны Шуриновых. Белорус. Член КПСС.
Иван рано начал трудовую деятельность. Окончив семь классов средней школы в Орше, он поступил в школу фабрично-заводского обучения № 59 в рабочем посёлке Осинторф Оршанского (с 1965 года Дубровенского) района.
В первые дни Великой Отечественной войны учащиеся школы были эвакуирован в тыл, в Мордовскую АССР, где Иван Шуринов работал на различных предприятиях в городах Ардатов и Саранск. Затем он переехал в Чкаловскую область, где продолжил трудиться в колхозе имени Будённого.
В феврале 1944 года был призван в армию. Окончил артиллерийское самоходное училище. В составе экипажа самоходной артиллерийской установки участвовал в Восточно-Прусской наступательной операции в январе — феврале 1945 года. В боях за восточнопрусский город Инстербург (ныне город Черняховск, Калининградская область России) получил тяжёлое ранение и был госпитализирован. В госпитале встретил Победу. После выздоровления как инвалид войны был демобилизован.. Награждён орденом Отечественной войны 1-й степени и медалью «За отвагу».
После войны работал учителем начальной военной подготовки в Окунёвской 8-летней школе Шкловского района. В 1946 году вместе приехал в поселок Знаменское Правдинского района Калининградской области. Окончив Низовское училище механизации сельского хозяйства, работал трактористом, комбайнером в колхозе.
В 1954 году был избран заместителем председателя колхоза имени М. Горького. В 1957 году окончил заочное отделение областной школы по подготовке сельскохозяйственных кадров. В 1962 году был избран председателем колхоза имени М. Горького. В 1968 году он вспоминал: «…20 лет назад тут ничего не было. Отступая, гитлеровцы старались, как говорится, не оставить нам ни кола, ни двора. Все пришлось создавать заново. Тяжелое то было время. Наш колхоз, помню, имел на ферме молочного скота всего лишь 12 коров, а на свиноферме одну-единственную свиноматку. О машинах и думать не приходилось. Во всей Правдинской МТС было четыре трактора. Конный плуг и борона, грабли и вилы — вот все орудия, которыми располагал колхоз. А сеяли вручную с кошелкой через плечо»
Под его руководством некогда убыточный колхоз стал высокорентабельным хозяйством. В целях повышения материальной заинтересованности колхозников и снижения себестоимости продукции во всех бригадах был внедрен хозяйственный расчет, созданы звенья во главе с трактористами, заключены договора между бригадами и правлением колхоза, между звеньями и бригадой, разработаны условия дополнительной оплаты труда колхозников. Хозяйственные достижения позволили коренным образом улучшить благосостояние жителей колхоза, их быт, культуру, построить современные производственные здания, Дворец культуры, школу, медицинские и детские учреждения, множество жилых домов. 
Указом Президиума Верховного Совета СССР от 8 апреля 1971 года за выдающиеся успехи, достигнутые в развитии сельскохозяйственного производства и выполнении пятилетнего плана продажи государству продуктов земледелия и животноводства, Шуринову Ивану Игнатьевичу присвоено звание Героя Социалистического Труда с вручением ордена Ленина и золотой медали «Серп и Молот».
Умер 19 августа 2012 года.

## Память
- На могиле установлен надгробный памятник.
- Его имя увековечено в Главном Храме Вооружённых сил России, и навсегда запечатлено на мемориале «Дорога памяти»
- В посёлке Ермаково Правдинского района Калининградской области в его честь установлен памятный знак.

## Награды
- Золотая медаль «Серп и Молот» (23.06.1966)
- Орден Ленина (23.06.1966)[3]
- Орден Ленина (1.04.1948)
- Орден Октябрьской Революции (1.04.1948)
- Орден Отечественной войны I степени (06.04.1985)[4]
- Орден Дружбы народов(13.03.1981)
- Медаль «За отвагу» (СССР)(23.08.1948)
- Медаль «В ознаменование 100-летия со дня рождения Владимира Ильича Ленина» (6 апреля 1970)
- Медаль «За доблестный труд»
- Медаль «За победу над Германией в Великой Отечественной войне 1941—1945 гг.» (9 мая 1945[5])[6]
- Юбилейная медаль «Двадцать лет Победы в Великой Отечественной войне 1941—1945 гг.» (7 мая 1965[7])
- Юбилейная медаль «Тридцать лет Победы в Великой Отечественной войне 1941—1945 гг.»[8]
- Медаль «Ветеран труда»
- Медаль «30 лет Советской Армии и Флота»[9]
- Юбилейная медаль «40 лет Вооружённых Сил СССР»[10]
- Юбилейная медаль «50 лет Вооружённых Сил СССР» (26 декабря 1967[11])
- Юбилейная медаль «60 лет Вооружённых Сил СССР» (28 января 1978[12])
- Знак МО СССР «25 лет Победы в Великой Отечественной войне» (24 апреля 1970)
- Медали ВДНХ СССР

- Отмечен почётными грамотами, в том числе Почётной грамотой ЦК ВЛКСМ.